# Frontó Balear
El Frontó Balear era un edifici de caràcter esportiu ubicat a Palma (Mallorca, Illes Balears). Va funcionar des de 1935 a 1977 per a la disputa de competicions de joc de pilota, a més d'altres esports com la boxa i el bàsquet.

## Història
L'edifici era un frontó cobert, segons el disseny de l'arquitecte Jaume Alenyar i Ginard, i va ser inaugurat el 31 de maig de 1935. Abastava un total de 5.000 metres quadrats, amb una pista de joc de 60 metres de llarg per 10 d'amplada, un frontis de quasi 11 metres i contracanxa de 7 metres. L'aforament era de 800 espectadors i disposava de dependències de sala de ball, cafeteria i sala de apostes.
Després de la Guerra civil espanyola va deixar d'acollir temporalment partits de pilota. Mentrestant va acollir altres vetllades esportives, especialment combats de boxa i partits de bàsquet, destacant en especial la fase final de la Copa del Generalísimo de 1943 en les seves modalitats masculina i femenina. Amb la represa del joc de pilota el 1949 aquesta fou la seva principal activitat, tot i que es mantingueren els altres esports, així com la celebració de festes i actuacions musicals.
El 1969 l'edifici fou reformat i va viure una darrera etapa d'esplendor fins a ser tancat el 16 d'agost de 1977, després d'una operació de compravenda immobiliària que va acabar amb la desaparició de l'edifici l'any següent per a la construcció d'habitatges.

## Esdeveniments més importants
- Copa del Generalísimo de bàsquet: 1943